# Holocorobeus mongolicus
Holocorobeus mongolicus är en skalbaggsart som beskrevs av Nikolajev 1992. Holocorobeus mongolicus ingår i släktet Holocorobeus och familjen bladhorningar. Inga underarter finns listade i Catalogue of Life.